# Programme zur Wiederansiedlung des Lachses

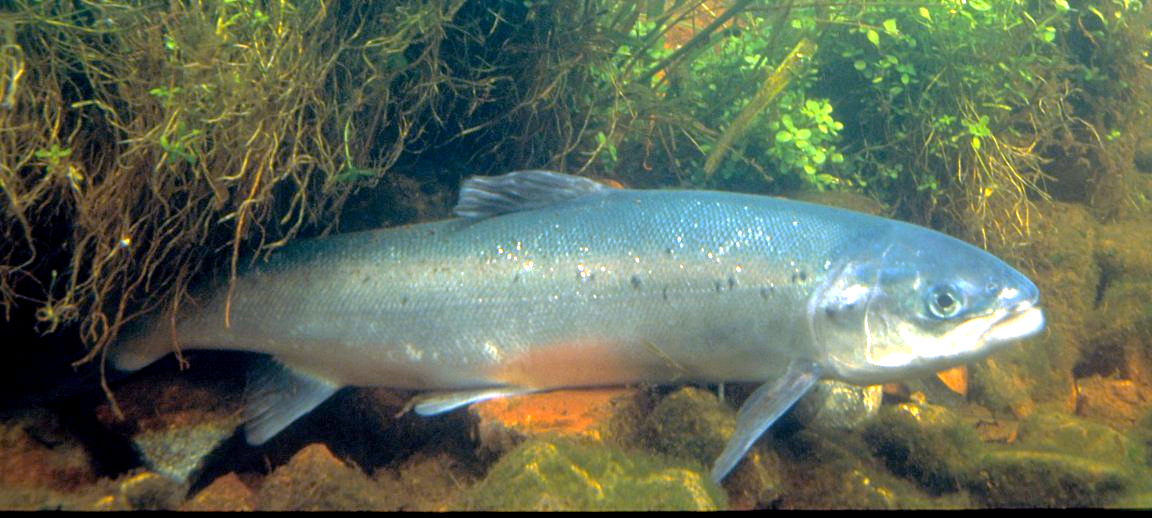
Atlantischer Lachs

Die verschiedenen Programme zur Wiederansiedlung des Lachses hatten und haben zum Ziel, den  Atlantischen Lachs wieder in Gewässern wie Rhein und Elbe und deren Nebenflüssen heimisch zu machen.  

## Geschichte der Lachse in Deutschland
Bis vor ungefähr 100 bis 200 Jahren gab es noch Lachse in allen größeren deutschen Flüssen, und der Rhein galt als größter Lachsfluss Europas. Dort wurden in Spitzenjahren bis zu 250.000 Tiere gefangen. Die oft erzählte Geschichte, dass Lachs ein Arme-Leute-Essen war, ist jedoch falsch, selbst in Spitzenjahren wurde der gesamte Lachs verkauft, da er äußerst beliebt und wertvoll war.
Mit der Industrialisierung und deren Folgen, Gewässerverschmutzung, Begradigung der Flüsse und Ausbau der Wasserkraft, wurde die Lachspopulation aber immer weiter dezimiert, bis sie in den 1950er-Jahren völlig ausstarb.

## Lachs 2000 und 2020 (Rhein)

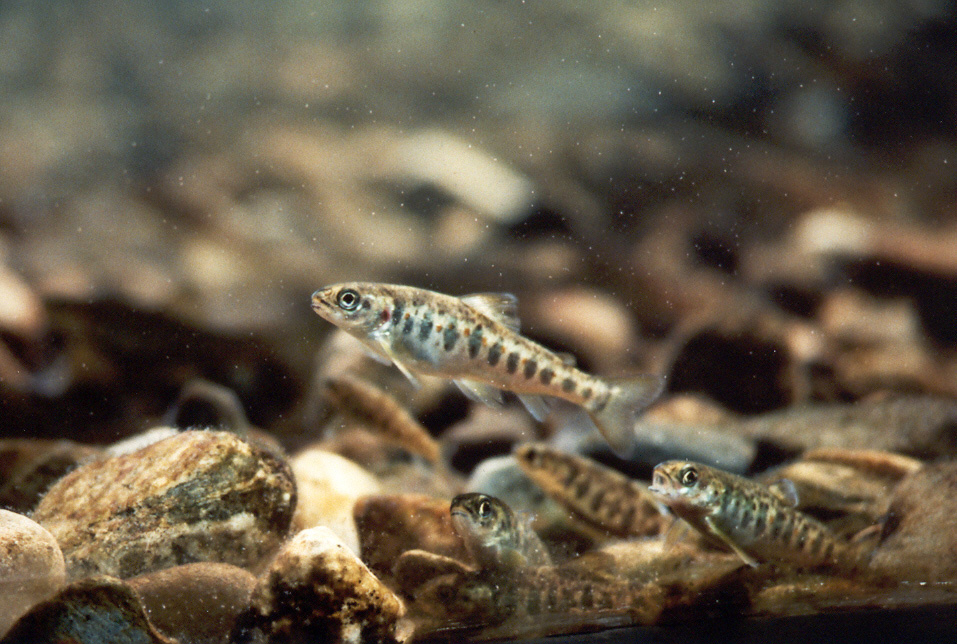
Junge Atlantische Lachse (Salmo salar)

Hauptauslöser des Projekts Lachs 2000 war die verheerende Chemiekatastrophe bei Sandoz im Jahre 1986, die auch die Industrie von der Wichtigkeit dieses Prestigeobjekts überzeugte.
Seit 1983 hatte die Verschmutzung des Rheins bereits laufend abgenommen und die ersten irischen Junglachse wurden in den Rhein eingesetzt. 
Im Jahre 1986 erfolgte bereits ein Beschluss der Rheinminister über das „Aktionsprogramm Rhein“, das auch das Projekt Lachs 2000 beinhaltete.
Die Internationale Kommission zum Schutz des Rheins (IKSR) koordinierte die Maßnahmen. 
Rund drei Millionen Euro wurden von der EU zur Verfügung gestellt, die einzelnen Anrainerstaaten stellten noch einmal den gleichen Betrag zur Verfügung. Sandoz zahlte 250.000 € in einen entsprechenden Fonds ein. Darüber hinaus wurden weitere Gelder aus verschiedenen Quellen eingebracht.
1993 wurden die ersten 14 Lachse in der Sieg in Nordrhein-Westfalen gefangen. Die ersten sechs Lachse im Oberrhein wurden 1995 bei der Staustufe Iffezheim gesichtet. Die IKSR ging in Schätzungen von einer stabilen Wildlachspopulation im Rheingebiet im Jahr 2020 aus.
Das Programm „Lachs 2020“ setzte die Aktionen für Wanderfische des abgelaufenen Programms Lachs 2000 fort. Es war Teil des Programms „Rhein 2020“ der IKSR. Im Programm „Rhein 2040“ der IKSR wird unter anderem die Ökologische Durchgängigkeit bis zum Rheinfall als Ziel definiert und auf den „Masterplan Wanderfische Rhein 2018“ verwiesen.

## Elblachs 2000

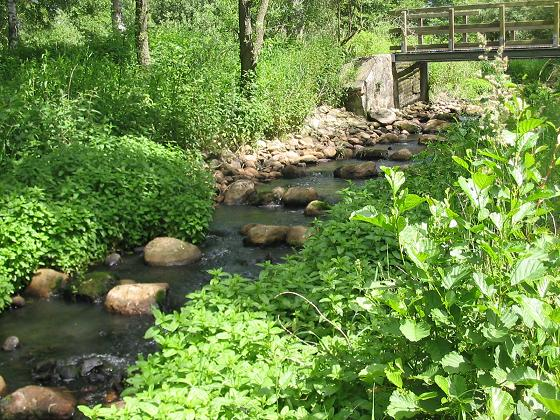
Die Sohlgleite im Schlatbach

Ein ähnliches, noch andauerndes Projekt legte das Land Brandenburg unter dem Titel „Elblachs 2000“ auf. Im Mittelpunkt steht das Gewässersystem des Elbe-Nebenflusses Stepenitz in der Prignitz. Auch der Freistaat Sachsen betreibt ein solches Projekt.
Zur Renaturierung wurde beispielsweise im Schlatbach ein Wehr zurückgebaut und durch eine Sohlgleite ersetzt, die einen Höhenunterschied von knapp zwei Metern überwindet und auch im Sommer nicht austrocknet. Dabei wurde mit Steinriegeln eine Beckenstruktur hergestellt, die den Fischen auch im sommerlichen Niedrigwasser die Wanderung erlaubt.
Im April 1999 wurden die erste Junglachse in der Stepenitz (Brandenburg) ausgesetzt, manche von ihnen mit Sendern, damit man ihre Wanderung zu den Laichplätzen verfolgen kann. Seitdem wurden ungefähr eine halbe Million Lachse ausgesetzt, zirka 150 sind dokumentiert in die Stepenitz zurückgekommen (Stand 2009), und jedes Jahr werden es mehr. Der größte gefangene Lachs war 102 cm lang und wog 8,6 kg.
Sachsen kaufte die ersten schwedischen Wildlachseier aus der Laganpopulation zur Aufzucht 1994. Sie wurden ein Jahr später als Brütlinge in das Lachsbach-System ausgesetzt und seitdem werden jährlich zirka eine Viertelmillion Tiere ausgesetzt. Der erste zurückkehrende Lachs wurde im Oktober 1998 am Rathmannsdorfer Wehr gefangen, und auch bei diesem Projekt wurden seitdem jedes Jahr wiederkehrende Lachse gesichtet. Der Lachsbach scheint seinem Namen alle Ehre zu machen, im Herbst konnten hier wieder Lachsgruben nachgewiesen werden, was bedeutet, dass der Lachs sich wieder selber reproduziert.

## Okerlachs 2000

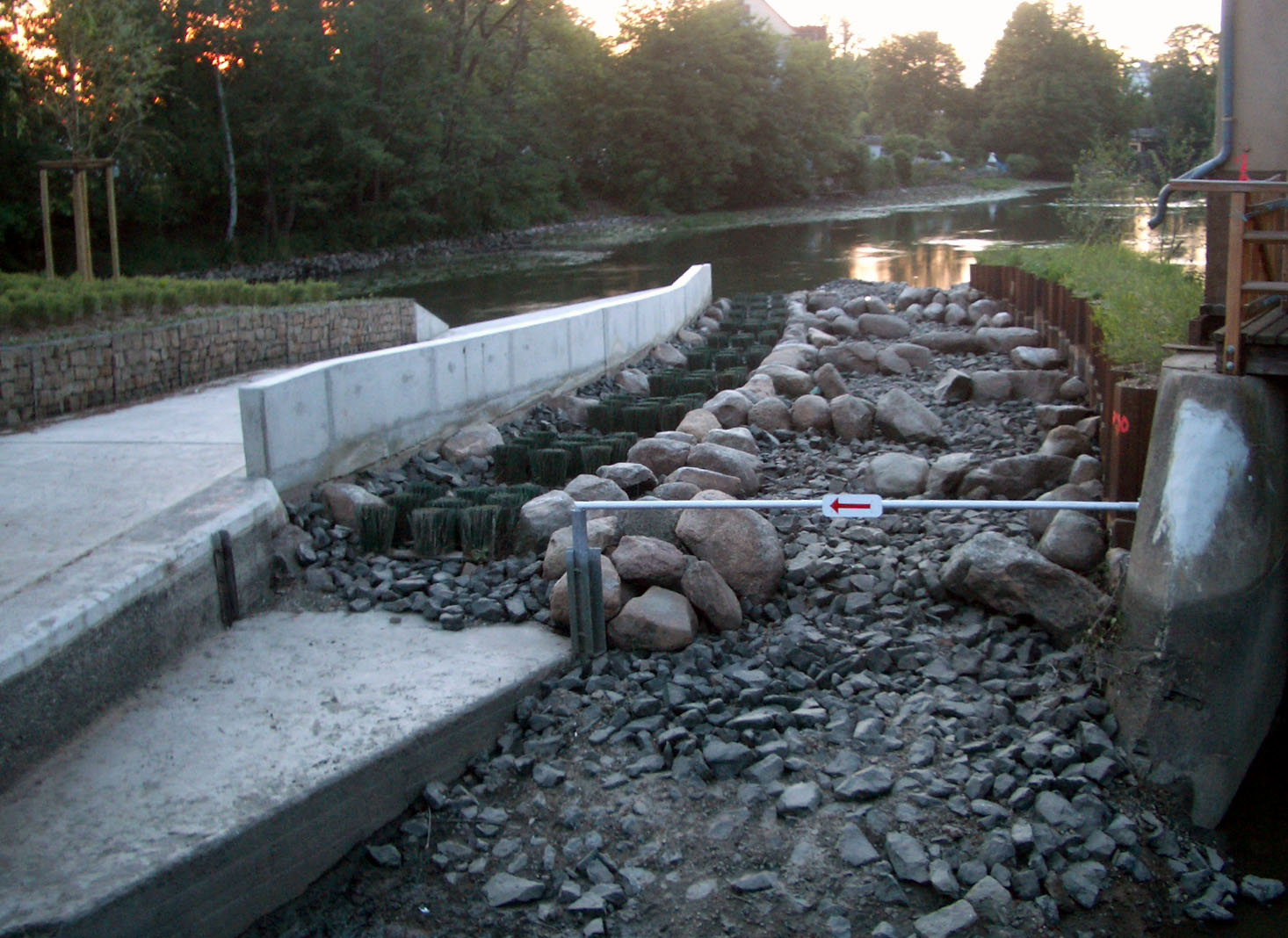
Kanu-Borstengasse und Raugerinne mit Störsteinen am Eisenbütteler Wehr in Braunschweig.

Auch im Einzugsgebiet der Weser gibt es nachhaltige Bemühungen zur Wiederansiedlung des Lachses und darüber hinaus speziell im Bereich von Aller und Oker. Seit 1994 wird im Oberlauf der Oker bei Wöltingerode der Besatz der Oker mit Lachsbrütlingen betrieben. Unter der Projektbezeichnung Okerlachs 2000 verfolgt seit 2002 ein Zusammenschluss von Angelsportvereinen, Gewässerunterhaltungsverbänden und weiteren Organisationen mit Unterstützung der Länder Niedersachsen und Sachsen-Anhalt das Projekt der Wiederansiedlung von Atlantischem Lachs und Meerforellen in Aller, Oker und den Nebengewässern. Mit Unterstützung des Eigentümers des Klosters Wöltingerode, der Klosterkammer Hannover, und weiterer Sponsoren wurde 2011 im alten Mühlengebäude des Klosters ein Lachs-Infocenter eröffnet, das eine „Erlebnisausstellung über den Lachs und andere einheimische Fischarten“ zeigt und Besuchern regelmäßig offensteht.
Nahezu der gesamte Bereich der Oker zwischen Vienenburg und Mündung in die Aller ist durch diese Initiative und das Engagement des Landes Niedersachsen (NLWKN) mit Fischaufstiegsanlagen ausgerüstet bzw. es sind Wehranlagen durch Sohlgleiten ersetzt worden. An der Fischaufstiegsanlage bei Meinersen wurden eine Fischzähleinrichtung und Informationstafeln aufgebaut.